# Swiss Open Gstaad 2018
Swiss Open Gstaad 2018, oficiálně se jménem sponzora J. Safra Sarasin Swiss Open Gstaad 2018, byl tenisový turnaj pořádaný jako součást mužského okruhu ATP World Tour, který se odehrával na otevřených antukových dvorcích s centrální arénou Roye Emersona. Probíhal mezi 23. až 29. červencem 2018 ve švýcarském Gstaadu jako padesátý první ročník turnaje.
Turnaj s rozpočtem 561 345 eur patřil do kategorie ATP World Tour 250. Nejvýše nasazeným hráčem ve dvouhře se stal patnáctý tenista světa Fabio Fognini z Itálie. Jako poslední přímý účastník do hlavní singlové soutěže nastoupil švédský 105. hráč žebříčku Elias Ymer.
První singlový titul na okruhu ATP Tour vybojoval 23letý Ital Matteo Berrettini. Ačkoli ve čtyřhře figuroval až v sedmé světové stovce a před turnajem nevyhrál ani jeden zápas, odvezl si z Gstaadu „double“, když v deblové soutěži zvítězil po boku krajana Daniela Braccialiho.

## Rozdělení bodů a finančních odměn

### Rozdělení bodů
| Soutěž  | vítězové | finalisté | semifinalisté | čtvrtfinalisté | 16 v kole | 32 v kole | Q  | Q2 | Q1 |
| ------- | -------- | --------- | ------------- | -------------- | --------- | --------- | -- | -- | -- |
| dvouhra | 250      | 150       | 90            | 45             | 20        | 0         | 12 | 6  | 0  |
| čtyřhra | 250      | 150       | 90            | 45             | 0         | —         | —  | —  | —  |

### Finanční odměny
| Soutěž                              | vítězové | finalisté | semifinalisté | čtvrtfinalisté | 16 v kole | 32 v kole | Q2     | Q1     |
| ----------------------------------- | -------- | --------- | ------------- | -------------- | --------- | --------- | ------ | ------ |
| dvouhra                             | €89 435  | €47 105   | €25 515       | €14 535        | €8 565    | €5 075    | €2 285 | €1 145 |
| čtyřhra                             | €27 170  | €14 280   | €7 740        | €4 430         | €2 590    | —         | —      | —      |
| částka ve čtyřhře je uvedena na pár |          |           |               |                |           |           |        |        |

## Mužská dvouhra

### Nasazení
| Stát                             | Hráč                   | ATP | Nasazení |
| -------------------------------- | ---------------------- | --- | -------- |
| Itálie                           | Fabio Fognini          | 15  | 1..      |
| Španělsko                        | Roberto Bautista Agut  | 17. | 2.       |
| Chorvatsko                       | Borna Ćorić            | 21. | 3.       |
| Rusko                            | Andrej Rubljov         | 35. | 4.       |
| Nizozemsko                       | Robin Haase            | 38. | 5.       |
| Portugalsko                      | João Sousa             | 45. | 6.       |
| Španělsko                        | Guillermo García-López | 62. | 7.       |
| Španělsko                        | Feliciano López        | 67. | 8.       |
| Žebříček ATP k 16. červenci 2018 |                        |     |          |

### Jiné formy účasti
Následující hráči obdrželi divokou kartu do hlavní soutěže:
- Nicolás Almagro
- Félix Auger-Aliassime
- Marc-Andrea Hüsler

Následující hráči postoupili z kvalifikace:
- Facundo Bagnis
- Yannick Hanfmann
- Adrián Menéndez Maceiras
- Jürgen Zopp

Následující hráči postoupili z kvalifikace jako tzv. šťastní poražení:
- Viktor Galović
- Oriol Roca Batalla

### Odhlášení
před zahájením turnaje
- Jevgenij Donskoj → nahradil jej  Guido Andreozzi
- Michail Kukuškin → nahradil jej  Viktor Galović
- Guido Pella → nahradil jej  Oriol Roca Batalla
- Viktor Troicki → nahradil jej  Denis Istomin

## Mužská čtyřhra

### Nasazení
| Stát                                                                         | Hráč              | Stát        | Hráč             | ATP  | Nasazení |
| ---------------------------------------------------------------------------- | ----------------- | ----------- | ---------------- | ---- | -------- |
| Nizozemsko                                                                   | Robin Haase       | Nizozemsko  | Matwé Middelkoop | 68.  | 1.       |
| Mexiko                                                                       | Santiago González | Portugalsko | João Sousa       | 114. | 2.       |
| Česko                                                                        | Roman Jebavý      | Argentina   | Andrés Molteni   | 119. | 3.       |
| Nizozemsko                                                                   | Sander Arends     | Chorvatsko  | Antonio Šančić   | 133. | 4.       |
| Žebříček ATP k 16. červenci 2018 ; číslo je součtem umístění obou členů páru |                   |             |                  |      |          |

### Jiné formy účasti
Následující páry obdržely divokou kartu do hlavní soutěže:
- Adrian Bodmer /  Jakub Paul
- Marc-Andrea Hüsler /  Luca Margaroli

Následující pár nastoupil do soutěže z pozice náhradníka:
- Guido Andreozzi /  Jaume Munar

### Odhlášení
před zahájením turnaje
- Guido Pella

## Přehled finále

### Mužská dvouhra
- Matteo Berrettini vs.  Roberto Bautista Agut, 7–6(11–9), 6–4

### Mužská čtyřhra
- Matteo Berrettini /  Daniele Bracciali vs.  Denys Molčanov /  Igor Zelenay, 7–6(7–2), 7–6(7–5)